# دولیشته
دولیشته (به بلغاری: Dolishte) یک منطقهٔ مسکونی در بلغارستان است که در شهرستان کاردژالی واقع شده‌است.